# Felicitas von Selmenitz

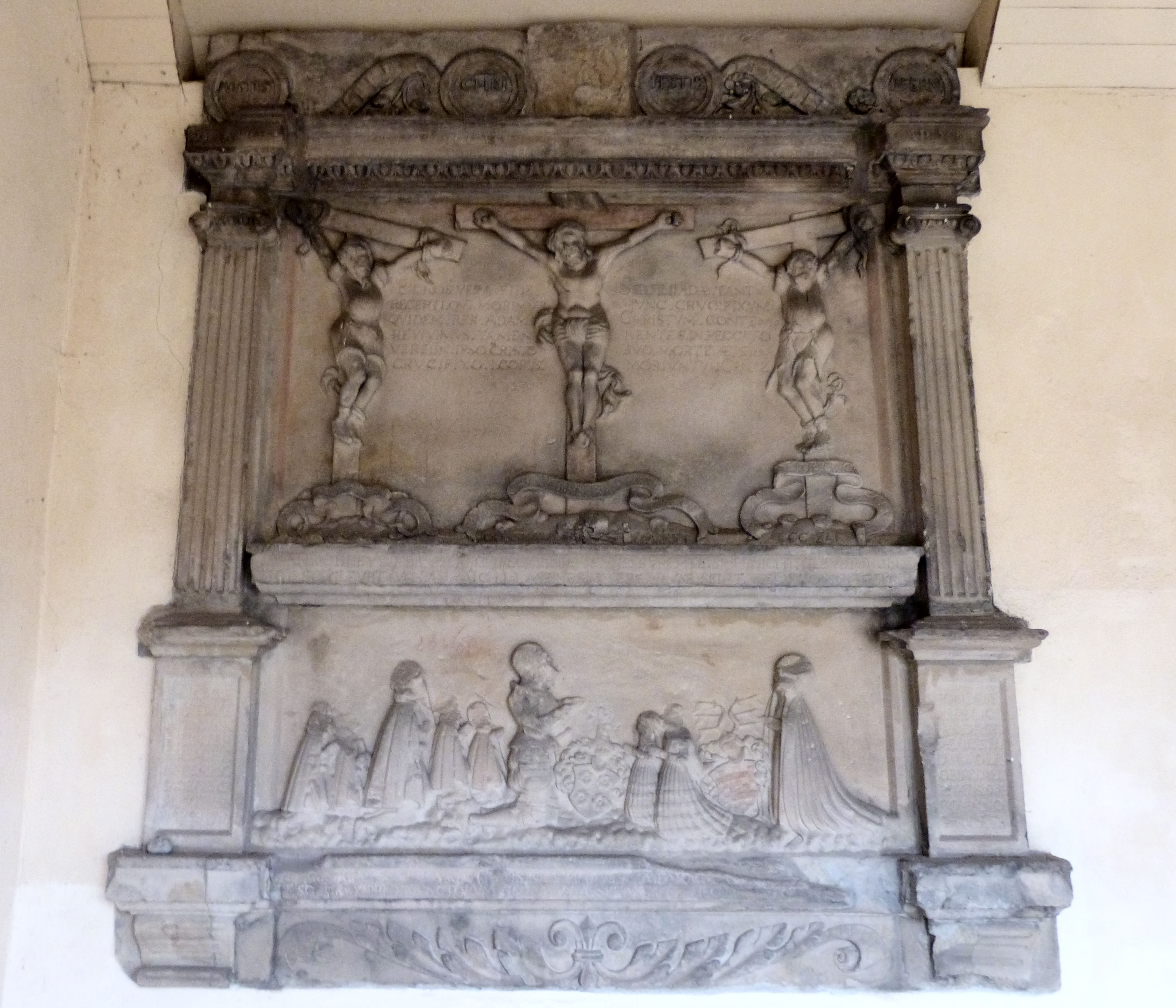
Epitaph für Felicitas von Selmenitz im Grabbogen 12 auf dem halleschen Stadtgottesacker

Felicitas von Selmenitz (* 1488; † 1. Mai 1558 in Halle/Saale) war die erste Frau der Reformation in Halle an der Saale. Sie ist auch unter den Namen Felicitas von Münch (Mönch), Felicitas von Selbitz, Felicitas von Selmitz, Felicitas von Selmnitz, Felicitas von Selvitz, Felicitas von Selwitz bekannt.

## Leben

### Herkunft, Jugend und Ehejahre
Felicitas von Münch entstammte dem thüringischen Adelsgeschlecht Münch. Sie wurde 1488 geboren. Ihr Vater, Hans von Münch, saß in Würchhausen an der Saale und war Vogt zu Bürgel, Jena, Gleisberg und Eisenberg. Über ihre Kindheit ist nichts bekannt. Am 26. Januar 1507 heiratete sie den verwitweten kursächsischen Schlosshauptmann Wolf von Selmenitz aus dem thüringischen Adelsgeschlecht Selmnitz. Die Hochzeit wurde prunkvoll auf Schloss Allstedt gefeiert. Kurfürst Friedrich der Weise war selbst anwesend und finanzierte das Fest in alter Freundschaft zu Felicitas verstorbenem Vater Hans von Münch. Die Familie von Selmenitz hatte bis 1499 ihren Stammsitz in Söllmnitz, einem kleinen Ort zwischen Gera und Zeitz. 1464 kaufte die Familie Schloss Vitzenburg, hoch über der Unstrut gelegen. Es blieb bis 1521 in ihrem Besitz. In Allstedt, auf der Vitzenburg und in Glaucha bei Halle, wo die Familie einen Hof erwarb, wurden dem Ehepaar sieben Kinder geboren, 5 Knaben und 2 Mädchen.

### Die Witwe
Das Jahr 1519 wurde zum Schicksalsjahr der jungen Felicitas von Selmenitz. In der Nacht vom 8. auf den 9. Januar wurde ihr Mann nach einer Hochzeitsfeier auf den Stufen des ‚Goldenen Rings‘ in Halle von Moritz Knebel, erzbischöflicher Marschall am Hof Kardinal Albrechts, erstochen. Er starb unweit in der Märkerstraße. Grund für diesen Mord waren alte Familien-Fehden. Der Leichnam wurde nach dem Halsgericht auf der Moritzburg durch die Stadt nach Glaucha getragen und vor dem Altar der Kirche St. Georgen beim Zisterzienser-Nonnenkloster bestattet.
Felicitas von Selmenitz war 31 Jahre alt. Vier Kinder hatte sie bereits verloren. Mit drei Kindern floh sie vor der Pest nach Weißenfels. Hier starben die beiden jüngsten Kinder und wurden vor dem Portal der Marienkirche begraben. Herzog Georg von Sachsen unterstützte die Witwe, indem er ihr die Hälfte des Schlosses Vitzenburg zusammen mit dem Dorf Liederstedt als Wittum überschrieb. Aber die Neffen ihres Mannes machten ihr das Leben schwer. Sie wollten sie aus ihrem Witwensitz vertreiben und die ihr als Leibzins verschriebenen Güter entreißen. Ihr Schwager Sebastian von Selmenitz trat ihr tatkräftig zur Seite und verteidigte ihre Ansprüche.

### Glaucha bei Halle
Nach Beilegung der Streitigkeiten zogen Felicitas und ihr einzig überlebender Sohn Georg von Selmenitz (1509–1578) in das Anwesen nach Glaucha zurück. Hier hatte Felicitas Kontakt zum Kloster der Zisterzienserinnen bei der Kirche St. Georgen, der sog. Marienkammer. Es wurde berichtet, dass Thomas Müntzer Nachfolger des dortigen Kaplans und Vertrauensperson der Felicitas von Selmenitz geworden sei. Er habe ihr in der nächtlichen Weihnachtsmesse 1522 das Abendmahl in beiderlei Gestalt gereicht. Die Darreichung des Kelchs galt als eindeutiges Bekenntnis zur ‚Neuen Lehre‘. Offensichtlich hatte Felicitas von Selmenitz über Thomas Müntzer und ihren Schwager Bastian von Selmenitz Zugang zu den Schriften der Wittenberger Reformatoren bekommen. Mit ihrem Bekenntnis zur ‚Neuen Lehre‘ hatte sie sich in der Stadt Halle, dem Lieblingssitz Kardinal Albrechts, großen Anfeindungen ausgesetzt. Im Januar 1523 kam es zu Unruhen gegen den Bau des Neuen Stifts, den Ablasshandel und die öffentliche Demonstration des Reliquienschatzes. Kardinal Albrecht reagierte darauf mit Verhaftungen und Ausweisungen aus der Stadt.

### Wittenberg und Kontakt zu den Reformatoren
In dieser schwierigen Lage wandte sich Felicitas von Selmenitz in einem persönlichen Schreiben an Martin Luther. Der Antwortbrief an die Wittben zu Halle, meiner lieben Freundin in Christo vom 1. April 1528 ist uns erhalten. Martin Luther riet ihr abzuwarten und sprach ihr Trost zu. Aber sie verließ noch vor Empfang des Antwortbriefes mit ihrem Sohn Georg und dessen Lehrer Melchior Kling die Stadt Halle und nahm Quartier am Markt zu Wittenberg. Georg von Selmenitz wurde 1529 an der Wittenberger Universität immatrikuliert. Felicitas unterhielt enge Kontakte zu den Wittenberger Reformatoren und ihren Familien. In der Familienbibliothek derer von Selmenitz, die um 1580 in die Marienbibliothek der Hauptkirche ‚Unser lieben Frauen‘ in Halle als erste große Schenkung einging, finden sich aus dieser Zeit Bücher mit handschriftlichen Widmungen an die erbare tugentsame Frawen und liebe Gevattern Felicitas von Selmenitz von Johannes Bugenhagen, Caspar Cruciger, Justus Jonas und Martin Luther. Felicitas hat das Septembertestament von 1522, Luthers Erst buch Mose sampt einem Unterricht, wie Mose zu lernen sei aus dem Jahr 1527 und die erste vollständige Bibelübersetzung von 1534 mit einem Schenkungsvermerk Martin Luthers akribisch studiert und uns ihre Lesespuren hinterlassen. Das waren Unterstreichungen, handschriftliche Wiederholungen von Textstellen und ein eigenes ‚Bildprogramm‘, das sich durch die von ihr gelesenen Schriften zog. Wir können ablesen, welche Themen sie besonders interessierten, in welchen Texten sie als Witwe und allein erziehende Mutter Trost fand, welche Ängste sie umtrieben, mit welchen Hoffnungen sie leben lernte.
Die Bibel von 1534 mit Luthers eigenhändigem Schenkungsvermerk für Felicitas von Selmenitz wurde bis in die 1930er Jahre am Reformationstag in der Marktkirche zu Halle benutzt. Heute wird sie in der Marienbibliothek als große Kostbarkeit aufbewahrt.

### Pest und Rückkehr nach Halle
Bei Ausbruch der Pest verließen Felicitas und Georg von Selmenitz die Stadt Wittenberg und folgen der Universität 1535 nach Jena. Hier wohnten sie bei einer Schwester von Felicitas, einer ehemaligen Nonne, die in Jena verheiratet war. 1539 mussten sie erneut vor der Pest fliehen und fanden Aufnahme bei Melchior Klings Schwager in der Nähe von Freiberg. Im November 1546 verabschiedeten sich Felicitas und Georg von Selmenitz endgültig von Wittenberg. Nach einem kurzen Aufenthalt in Magdeburg und Zerbst finden wir sie ab September 1547 wieder in Halle.
1550 wurde Georg von Selmenitz Kanzler des Grafen Gebhard von Mansfeld und heiratete 1551 die wohlhabende Witwe des erzbischöflichen Kanzlers Christoph Türck, Ursula Türck, geb. Keller, aus Leipzig. Wahrscheinlich bezogen sie in diesem Jahr das Passendorfer Gut, das Georgs Frau mit in die Ehe gebracht hatte.

### Tod
Am 1. Mai 1558 starb Felicitas von Selmenitz. Sie wurde am 2. Mai auf dem Stadtgottesacker zu Halle, im Bogen 2 (heute 12), begraben. Ihr Sohn Georg hatte ein wertvolles Epitaph zum Andenken an seine Familie in Auftrag gegeben. Unter einer Kreuzigungsszene knien Wolf von Selmenitz mit vier Söhnen und Felicitas mit zwei Töchtern, flankiert von den Familienwappen derer von Selmenitz und derer von Münch.

## Rezeption
Felicitas von Selmenitz war eine Frau, die nie in der ‚ersten Reihe‘ der Protestanten gestanden hat, sich aber nicht scheute für ihr Bekenntnis einzustehen und die Sache der Reformation auch gegen Widerstände zu vertreten. Mit ihrem Brief an Martin Luther und ihrem Entschluss, die Stadt Halle zu verlassen, hatte sie Mut, Entscheidungskraft und Gottvertrauen bewiesen.
Ihr Wirkungsbereich erstreckte sich zunächst auf ihre große Familie. Unter den schweren Schicksalsschlägen, die sie als Mutter und Ehefrau durchleiden musste, fand sie durch intensive Beschäftigung mit der Bibelübersetzung Martin Luthers und den ihr zugänglichen Reformationsschriften in eine große Gemeinde hinein, die ihren Glauben bestätigte und festigte.
Nach dem gewaltsamen Tod ihres Mannes öffnete sich Felicitas von Selmenitz der lutherischen Lehre und nahm sie an. Begleiter auf diesem Weg waren ihr Schwager Bastian von Selmenitz und Thomas Müntzer. In Wittenberg traf sie auf die Familien der Reformatoren. Angeregt durch die Gespräche im vertrauten Kreis las sie die Bibeltexte und reformatorischen Schriften, die sie von den ‚Wittenbergern‘ geschenkt bekam. Für uns heute ist es eindrucksvoll zu sehen, mit welchem Interesse sie die Texte las. Unterstrichen hat sie alles, was Witwen und Waisen angeht, was Leid und Bedrängnis betrifft und was Liebe und Nächstenliebe für sie bedeuten. Das von ihr gezeichnete Herz als Sinnbild der Liebe können wir immer wieder an den Seitenrändern entdecken. Der kunstvolle Einband der Predigten Martin Luthers ‚Uber das Erst buch Mose‘, Wittenberg 1527, dokumentiert mit der umlaufenden Schrift CHRISTVS IST ALLEIN VNSER SELIGKEIT ihr Bekenntnis. Dieses Bekenntnis war ihre Lebensgrundlage, ihr Halt als Witwe in den wirren Zeiten der Glaubensspaltung, der Pest, der Sorge um ihren einzigen Sohn.
Die Widmungseinträge der Wittenberger Reformatoren zeigen uns, dass sie diese Frau ernst genommen, ihre Kommentare geschätzt und ihr persönliches Leid mitgetragen haben. Bis zum heutigen Tag wird Felicitas von Selmenitz als eine der ersten evangelischen Christinnen in Halle verehrt. Seit 1998 trägt eine Straße im Süden von Halle, ganz in der Nähe der Lutherkirche, den Namen dieser tapferen frommen Frau. Ihr Vermächtnis ist ihre Büchersammlung, die seit mehr als vier Jahrhunderten in der Marienbibliothek in Halle aufbewahrt und erhalten wird. Darüber hinaus ist ein Gebäude der Evangelischen Landeskirche Sachsen-Anhalt in der Puschkinstraße 27 in Halle nach ihr benannt. Im Felicitas-von-Selmenitz-Haus befinden sich die Räumlichkeiten für den Regionalbischof des Propstsprengels Halle-Wittenberg, den Schulbeauftragten, den Studierendenpfarrer sowie für die Evangelische Erwachsenenbildung. Im Erdgeschoss wird der große Saal für kirchliche Veranstaltungen (wie z. B. Tagungen) genutzt.